# チャイナコンシェルジュ
GMO Concierge Co.Limited.（ジーエムオーコンシェルジュ）は、中国・香港において広告・メディア事業を行う企業。

## 概要
中国初のフリーマガジンを創刊した企業。香港に本社を置き、上海、北京、大連に法人を持つ。香港・中国各地にて、日本人向け地域情報紙・月刊『Concierge（コンシェルジュ）』を発行。2004年より中国・香港向け訪日インバウンド事業を開始、翌2005年に中国人向け日本観光情報誌『A(ei)』創刊（現・『needs China』）を創刊。広告掲載にとどまらず、中国で団体ツアーをつくる交渉まで行ない、訪日インバウンドビジネスの先駆け的役割を担った。

## 沿革
- 1995年7月 - 大連市中山区人民政府と合作にて、大連欧凱咨詢服務有限公司を設立、営業開始
- 1995年8月 - 日本人向け大連生活情報誌 月刊『大連ウォーカー』創刊
- 1998年1月 - 北京にて北京市政府と合作で『北京公式ガイドブック』創刊
- 1998年10月 - 北京事務所設立。新華社との合作で月刊『Be.Navi（北京領航）』創刊。それに伴い『大連ウォーカー』を『D.Navi（大連領航）』に改名
- 1999年8月 - 中国情報ウェブサイト「ちゃいなび」開設
- 2001年5月 - 中国国務院新聞弁公室の批准を得て、外文局との合作により、『Be.Navi（北京領航）』を『コンシェルジュ（都市精粋広告）』に改名、新装刊する
- 2001年6月 - Concierge Co.,Ltd. 設立（本社登記：香港、現：GMO Concierge Co. Ltd.）
- 2001年9月 - 金鑰匙広告有限公司 設立（本社登記：大連）
- 2001年10月 - 香港にて、日本人向け情報誌『コンシェルジュ・香港』創刊。これに伴い、大連の『D. Navi』も『コンシェルジュ・大連』に改名
- 2003年6月 - 上海欧凱広告有限公司設立。上海市にて『コンシェルジュ・上海』創刊
- 2004年5月 - 東京本社設立
- 2005年6月 - 中国語日本観光情報誌『A(ei)』創刊（現・『needs China』）
- 2006年9月 - 金鑰匙（北京）広告有限公司設立（本社登記：北京、現：北京技慕金鑰匙広告有限公司）
- 2007年1月 - 上海欧凱広告有限公司から上海金鑰匙広告有限公司に社名変更（本社登記：上海、現：上海技慕金鑰匙広告有限公司）
- 2007年1月 - オプト社と北京オプト（北京欧芙特信息科技有限公司）設立
- 2007年6月 - ぱど・三井物産・との共同事業として上海人OL向フリーマガジン『MeHer』創刊（4月創刊準備号発刊）（2008年8月休刊）
- 2007年7月 - 香港で広東語日本観光情報誌『needs Hong Kong』創刊（5月創刊準備号発刊）
- 2013年10月 - GMOアドパートナーズ株式会社のグループ会社となる

## 役員構成
- Founder/Chairman/CEO 大西正也
- 取締役 橋口誠
- 取締役 森竹正明
- 取締役 陳家禮（Dominic Gary CHAN）

## 発行メディア
- 『Concierge（コンシェルジュ）上海』：2003年6月創刊、月刊50,000部（上海在住日本人向け地域情報誌）
- 『Concierge（コンシェルジュ）香港』：2001年10月創刊、月刊30,000部（香港在住日本人向け地域情報誌）
- 『Concierge（コンシェルジュ）大連』：1995年8月創刊、月刊35,000部（大連在住日本人向け地域情報誌）
- 『Concierge（コンシェルジュ）北京』：1998年10月創刊（2015年11月より休刊）
- 『needs China（ニーズ・チャイナ）』：2005年6月創刊、季刊80,000部（中国人向け日本観光情報誌）
- 『needs Hong Kong（ニーズ・ホンコン）』：2007年7月創刊、月刊80,000部（香港人向け日本観光情報誌）

## 事業内容
- 訪日インバウンド支援事業
- 中国・香港向けメディア・広告事業
- 中国ビジネス進出サポート事業